# Киселёв, Николай Григорьевич
Николай Григорьевич Киселёв (18 декабря 1928 Кисели, Кировская область, РСФСР, СССР — 12 марта 2019) — рабочий торфопредприятия «Пельгорское» Ленинградского торфяного треста Тосненского района Ленинградской области, Герой Социалистического Труда (1974).

## Биография
Николай Григорьевич Киселёв родился 18 декабря 1928 году в деревне Кисели (ныне — Кировская область).
Во время Великой Отечественной войны работал в колхозе. С 1948 года служил в Советской Армии. После службы в армии переехал в Ленинградскую область, где начал трудиться рабочим на торфопредприятии «Пельгорское» Ленинградского торфяного треста в Тосненском районе Ленинградской области.
В 1973 году окараванил 90 тысяч тонн торфа (при плане 58,5 тысяч тонн), перевыполнив норму на 31,5 тысяч тонн.
11 марта 1974 года Указом Президиума Верховного Совета СССР за проявленную трудовую доблесть и достижение выдающихся успехов в выполнении социалистических обязательств, принятых на 1973 год, был удостоен звания Героя Социалистического Труда с вручением ордена Ленина и золотой медали «Серп и Молот».
До выхода на пенсию работал в ПТУ-17 мастером производственного обучения города Тосно.
Был депутатом Ленинградского областного совета 8-го созыва.
Умер 12 марта 2019 года. Похоронен на аллее героев в Тосно.

## Награды и звания
- Звание Герой Социалистического Труда с вручением Золотой медали «Серп и Молот» (Указ Президиума Верховного Совета СССР от 11 марта 1974 года);
- Орден Ленина (11 марта 1974);
- Орден Трудового Красного Знамени
- Также был награждён медалями.